# Minuria macrocephala
Minuria macrocephala là một loài thực vật có hoa trong họ Cúc. Loài này được Lander & Barry mô tả khoa học đầu tiên năm 1980.